# Attilio Bravi (atleta)
Attilio Bravi (Bra, 9 settembre 1936 – Bra, 27 novembre 2013) è stato un lunghista italiano.

## Biografia
È stato 7 volte campione italiano nel salto in lungo (nel 1952, 1954, 1955 e dal 1957 al 1960) e una volta nella staffetta 4×100 metri con Michele Boccardo, Giovanni Ghiselli e Sergio D'Asnasch. Prese parte alla prima edizione delle Universiadi a Torino nel 1959 conquistando la medaglia d'oro nel salto in lungo; l'anno successivo partecipò ai Giochi olimpici di Roma, piazzandosi al decimo posto con la misura di 7,47 m.
Cessata l'attività agonistica ha insegnato educazione fisica nelle scuole ed ha a lungo ricoperto la carica di presidente del comitato della provincia di Cuneo del CONI
Gli è stato intitolato lo stadio della città natale.

## Palmarès
| Anno | Manifestazione    | Sede      | Evento         | Risultato | Prestazione | Note |
| ---- | ----------------- | --------- | -------------- | --------- | ----------- | ---- |
| 1954 | Europei           | Berna     | Salto in lungo | 7º        | 7,25 m      |      |
| 1958 | Europei           | Stoccolma | Salto in lungo | 4º        | 7,51 m      |      |
| 1958 | Mondiali militari | Bruxelles | Salto in lungo | Oro       | 7,63 m      |      |
| 1958 | Mondiali militari | Bruxelles | 4 × 100 m      | Oro       |             |      |
| 1959 | Universiadi       | Torino    | Salto in lungo | Oro       | 7,46 m      |      |
| 1960 | Giochi olimpici   | Roma      | Salto in lungo | 10º       | 7,47 m      |      |

## Campionati nazionali
1952
- Oro ai campionati italiani assoluti (Bologna), salto in lungo - 6,82 m

1954
- Oro ai campionati italiani assoluti (Firenze), salto in lungo - 7,27 m

1955
- Oro ai campionati italiani assoluti (Milano), salto in lungo - 7,33 m

1957
- Oro ai campionati italiani assoluti (Bologna), salto in lungo - 7,42 m

1958
- Oro ai campionati italiani assoluti (Roma), salto in lungo - 7,48 m
- Oro ai campionati italiani assoluti (Roma), staffetta 4 × 100 m - 41"3

1959
- Oro ai campionati italiani assoluti (Roma), salto in lungo - 7,30 m

1960
- Oro ai campionati italiani assoluti (Bologna), salto in lungo - 7,27 m